# Нагасима (Амакуса)
Нагасима (яп. 長島 нагасима, «длинный остров») — остров на юге Японии, в архипелаге Амакуса, расположенный в префектуре Кагосима. Его площадь составляет 90,63 км². Население — 8304 человек (2020). Длина береговой линии составляет 82 км.
Высочайшая точка — гора Ятаке (矢岳, 402 м).
Остров лежит на северо-западе префектуры. На острове расположен посёлок Нагасима. В непосредственной близости от Нагасимы расположены острова Сисидзима, Сёурадзима и Икарадзима. Север острова входит в национальный парк Ундзэн-Амакуса.
С востока и севера его омывает залив Яцусиро, с юго-запада — плёс Амакуса-Нада Восточно-Китайского моря.
На северо-западе пролив Нагасима отделяет остров от острова Симосима, на юго-востоке пролив Куроносето шириной 500 м отделяет его от Кюсю. Через пролив перекинут мост Куроносето, построенный в 1974 году.
Между Кураномото на Нагасиме и Усибукой на Симосиме существует паромное сообщение.
На севере острова на поверхность выходит формация Симосима, состоящая из пород палеогена.
На острове найдено более 200 древних курганов (кофун), сооружённых с 5 по 7 века, отчего Нагасиму называют «островом кофунов». Большая их часть сосредоточена на западе острова.